# Volumen Local
El Volumen Local es una colección de más de 500 galaxias ubicadas en un área del universo observable cercana a nosotros, dentro de una región esférica con un radio de 11 megaparsecs desde la Tierra o hasta una velocidad radial de corrimiento hacia el rojo de z < 0.002 (550 km/s).
Siendo en esta región del universo en donde tuvo lugar el proyecto del Legado del Volumen Local (LVL), para el estudio de 258 galaxias, a través de ciclos de observaciones realizadas por el telescopio espacial Spitzer utilizando la Cámara de Matriz Infrarroja (IRAC) y el Fotómetro de Imágenes Multibanda (MIPS).

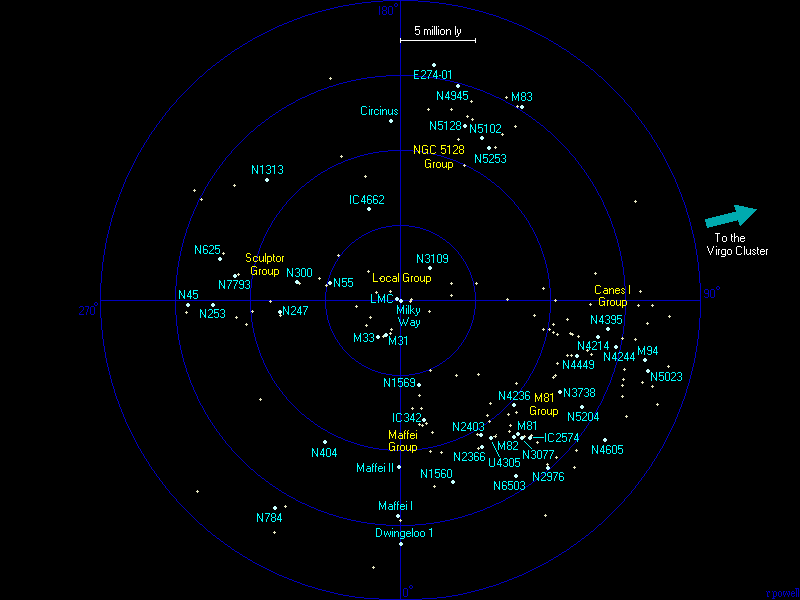
Representación parcial del Volumen Local (la escala en la parte superior representa 5 millones de años luz).

Dicho estudio del Volumen Local incluyó todas las galaxias dentro de un subvolumen de 3.5 megaparsecs y una colección de galaxias espirales e irregulares dentro de los 11 megaparsecs. Los objetivos del estudio eran recopilar datos sobre la tasa de formación de estrellas, la masa estelar en poblaciones de estrellas más antiguas, el polvo interestelar y la interferencia de la luz de las estrellas.
También podemos definir el Volumen Local por la distancia de 10 Mpc sobre la cual el telescopio espacial Hubble puede distinguir poblaciones estelares en las galaxias. Se puede ampliar esta definición a 15 Mpc para cubrir una gama completa de entornos de galaxias, desde vacíos hasta grupos y grupos masivos. Con el tiempo, será posible extender nuestra definición del Volumen Local a distancias aún mayores.
Dentro del Volumen Local se encuentra la Hoja Local, un área de espacio aplanado que contiene unas 60 galaxias que comparten la misma velocidad propia y abarca unos 7 megaparsecs de radio y unos 0.5 megaparsecs de espesor. El Grupo Local, del cual forman parte la Vía Láctea y la galaxia de Andrómeda, forma parte de la Hoja Local y por lo tanto, del Volumen Local. El Volumen Local, a su vez, está incluido en el Supercúmulo de Laniakea.
Las galaxias del Volumen Local, cuenta con un movimiento preferido denominado flujo virgocéntrico, hacia el cúmulo de Virgo, causado por su abrumadora gravedad.
Entre las galaxias miembros del Volumen Local, hay varias galaxias grandes o galaxias particulares como Centaurus A, la galaxia de Bode (M81), la galaxia del Cigarro (M82), la galaxia del Compás, el Molinillo Austral (M83), la galaxia del Molinete (M101), la galaxia del Sombrero (M104), NGC 1512, M51, M74, M66 y M96.
Recientemente, siguiendo las observaciones del telescopio espacial Hubble, se han identificado dos galaxias enanas, Piscis A y Piscis B, que migraron al Volumen Local desde el Vacío Local vecino.